# Paços de Brandão
Pour les articles homonymes, voir Paços et Brandão (homonymie).
Paços de Brandão est une paroisse civile portugaise (en portugais : freguesia) de la municipalité de Santa Maria da Feira dans le district d'Aveiro.

## Géographie
Paços de Brandão est située au nord-ouest de la municipalité de Santa Maria da Feira, entre l'autoroute A1 et l'itinéraire complémentaire 1. Son territoire est limitrophe de la municipalité d'Ovar.

## Démographie
Lors du recensement de 2021, Paços de Brandão compte 4 775 habitants.